# Bursaspor
 (juin 2019).
Si vous disposez d'ouvrages ou d'articles de référence ou si vous connaissez des sites web de qualité traitant du thème abordé ici, merci de compléter l'article en donnant les références utiles à sa vérifiabilité et en les liant à la section « Notes et références ».
Maillots
Le Bursaspor est un club turc de football basé dans la ville de Bursa et fondé le 1er juin 1963. Il évolue en 3.Lig (D4).
En 1967, le club est promu pour la première fois en première division. Il restera en Division 1 pendant trente-sept ans. Le club descend en Division 2 à l'issue de la saison 2003-2004. Après seulement deux ans, le club réussit à retrouver Division 1, lors de la saison 2006-2007.
Bursaspor devient pour la première fois championne de Turquie le dimanche 16 mai 2010 à l'issue de la 34e et dernière journée du championnat. Bursaspor s'impose 2 à 1 à domicile contre Besiktas, tandis que dans le même temps, le club stambouliote de Fenerbahçe, qui termine à un point du champion, est tenu en échec sur son terrain par Trabzonspor (1-1).
Bursaspor, le club d'une ville industrielle du nord-ouest de la Turquie, devient alors la deuxième équipe non stambouliote à remporter le championnat turc après Trabzonspor, la formation de la mer Noire qui a été six fois championne entre 1975 et 1984. Fenerbahçe, leader du championnat jusqu'à l'ultime journée, rate de peu un 18e titre qui lui aurait permis de prendre l'avantage sur son éternel rival stambouliote Galatasaray (17).

## Histoire
Le club de Bursaspor est créé en 1963 à la suite de la réunion de cinq clubs amateurs : Acar İdman Yurdu, Akınspor, Çelikspor, İstiklalspor et Pınarspor. Ces cinq clubs sont représentés par 5 étoiles sur l'emblème du club. Les couleurs de Bursaspor que sont le vert et blanc viennent du paysage vert de la ville et la neige blanche d'Uludağ (montagne touristique).
Le club entre dès sa création dans la 3e division. Il monte en première division pour la première fois en 1967 et lors de la saison 1974-1975, il participe pour la première fois à une Coupe d'Europe à l'occasion de la Coupe d'Europe des vainqueurs de coupe de football. En 1986, le club remporte la Coupe de Turquie pour la première fois.
En 2009-2010, le club remporte son premier titre de championnat de Turquie et devient ainsi la deuxième équipe turque d'Anatolie à remporter cette compétition, avec Trabzonspor, mettant fin à une domination de vingt-six ans des clubs stambouliotes.
En 2010-2011, le club participe pour la première fois à la Ligue des champions. L'équipe termine dernière de son groupe avec un seul point.
Lors des saisons 2011-2012 et 2012-2013, le club est éliminé en barrages de la Ligue Europa. En 2013-2014, il échoue au 3ᵉ tour préliminaire, puis au 2ᵉ tour préliminaire en 2014-2015.
En 2011, le club lance la construction d’un nouveau stade, le Timsah Arena (44 016 places). Les travaux s’achèvent le 10 janvier 2016. L’inauguration a lieu lors de la 18ᵉ journée du championnat turc (Spor Toto Süper Lig), le 16 janvier 2016, face à Trabzonspor. Bursaspor remporte ce match spectaculaire 4-2 après avoir été mené 0-2 au bout de seulement sept minutes. Le club revient au score avant la mi-temps (2-2), et remporte sa première rencontre dans sa nouvelle enceinte. Sous la houlette de Hamza Hamzaoğlu, l’équipe remonte au classement et termine la saison à la 8ᵉ place. Elle participe aux play-offs pour une qualification à la Ligue Europa, avec un bilan de 4 victoires et 2 défaites. Le club accède au 3ᵉ tour préliminaire, mais y est éliminé dès le premier match.
De 2012 à 2016, Bursaspor termine systématiquement parmi les huit premiers du championnat. Toutefois, la saison 2016-2017 est particulièrement difficile : le club assure son maintien lors de la dernière journée en allant s’imposer 2-1 à Trabzon, grâce à des buts de Jorquera et de l’Argentin Pablo Martín Batalla, véritable légende du club.
La saison 2017-2018 est également compliquée : Bursaspor échappe de justesse à la relégation. Le club est alors confronté à de graves difficultés financières et peine à honorer ses dettes envers les joueurs et le staff. Malgré tout, il tente de rester debout. Mais la saison 2018-2019 vire au cauchemar : pour la première fois dans l’histoire du football turc, un club champion est relégué en division inférieure.

### 2018-2019: relégation historique
Après treize saisons consécutives en Süper Lig, Bursaspor est relégué en 2018-2019. Ce fut une première dans l’histoire du football turc : un ancien champion national (titre en 2009-2010) descend en deuxième division. Cette relégation marque le début d’un déclin prolongé pour le club.
2019-2022 : stagnation en 1. Lig
Durant trois saisons, Bursaspor évolue en 1. Lig (D2) sans parvenir à retrouver l’élite. Les performances sont irrégulières et les difficultés financières s’aggravent. En 2021-2022, le club termine à la 16ᵉ place, échappant de peu à une nouvelle relégation.

### 2022-2023: chute en 2. Lig
La saison 2022-2023 est catastrophique : Bursaspor est relégué en 2. Lig (D3), confirmant la spirale négative du club. Les problèmes économiques, les dettes et les changements fréquents d’entraîneurs contribuent à cette descente.

### 2023-2024: nouvelle relégation en 3. Lig
En 2023-2024, le club enregistre seulement 6 victoires en 37 matchs et termine avec une différence de buts de -37. Cette performance entraîne une nouvelle relégation, cette fois en 3. Lig (D4), le niveau le plus bas de son histoire.
La saison 2024-2025 marque une renaissance spectaculaire pour Bursaspor. Après une descente historique en quatrième division turque, le club a été couronné champion du Groupe 1 dès sa première saison à ce niveau, assurant ainsi sa promotion en 2. Lig pour la saison 2025-2026

## Palmarès et statistiques

### Palmarès
| Compétitions nationales | Compétitions internationales |
| - Championnat de Turquie : - Champion (1) : 2010 - Championnat de Turquie de deuxième division : - Champion (2) : 1967, 2006 - Coupe de Turquie : - Vainqueur (1) : 1986 - Finaliste (4) : 1971, 1974, 1992, 2012, 2015 - Supercoupe de Turquie : - Finaliste (3) : 1986, 2010, 2015 - Coupe du Président - Vainqueur (2) : 1971 , 1992 | - Néant                      |

### Records individuels
Au 19 septembre 2016 :
|   | Nom             | Matchs | Dates     |
| - | --------------- | ------ | --------- |
| 1 | Sedat Özden     | 336    | 1973-1986 |
| 2 | Turan Şen       | 334    | 1986–2001 |
| 3 | Beyhan Çalışkan | 306    | 1980–1991 |
| 4 | Sinan Bür       | 274    | 1969–1980 |
| 5 | Adnan Örnek     | 266    | 1987-1998 |

|   | Nom            | Matchs | Dates            |
| - | -------------- | ------ | ---------------- |
| 1 | Okan Yılmaz    | 89     | 1998-2005        |
| 2 | Murat Sözkesen | 57     | 1995-2003        |
| 3 | Sedat Özden    | 53     | 1973-1986        |
| 4 | Pablo Batalla  | 48     | 2009-2014, 2016- |
| 5 | Elvir Baljić   | 42     | 1995-1998        |
| = | Nenad Bijedić  | 42     | 1986-1991        |

### Parcours européen
| Date      | Tour                 | Adversaire         | Score aller | Score retour | Compétition                            |
| --------- | -------------------- | ------------------ | ----------- | ------------ | -------------------------------------- |
| 2014-2015 | 2e Tour Préliminaire | Chikhura Sachkhere | 0-0         | 1-4 tab      | Ligue Europa                           |
| 2013-2014 | 3e Tour Préliminaire | FK Vojvodina       | 2-2         | 0-3          | Ligue Europa                           |
| 2012-2013 | Tour de Barrages     | FC Twente          | 3-1         | 1-4          | Ligue Europa                           |
| 2012-2013 | 3e Tour Préliminaire | Kuopion Palloseura | 0-1         | 6-0          | Ligue Europa                           |
| 2011-2012 | Tour de Barrages     | RSC Anderlecht     | 1-2         | 2-2          | Ligue Europa                           |
| 2011-2012 | 3e Tour Préliminaire | FK Gomel           | 2-1         | 3-1          | Ligue Europa                           |
| 2010-2011 | Phase de Groupes     | Valence            | 0-4         | 1-6          | Ligue des Champions                    |
| 2010-2011 | Phase de Groupes     | Rangers            | 0-1         | 1-1          | Ligue des Champions                    |
| 2010-2011 | Phase de Groupes     | Manchester United  | 0-1         | 0-3          | Ligue des Champions                    |
| 1995      | Quarts de finale     | Karlsruher SC      | 3 - 3tab    |              | Coupe Intertoto                        |
| 1995      | Huitièmes de finale  | OFI Crète          | 2-1         |              | Coupe Intertoto                        |
| 1995      | Phase de Groupes     | MFK Košice         | 1-1         |              | Coupe Intertoto                        |
| 1995      | Phase de Groupes     | Charleroi          |             | 2-0          | Coupe Intertoto                        |
| 1995      | Phase de Groupes     | Wimbledon          | 4-0         |              | Coupe Intertoto                        |
| 1995      | Phase de Groupes     | Betar Jérusalem    |             | 2-0          | Coupe Intertoto                        |
| 1986-1987 | Premier Tour         | Ajax Amsterdam     | 0-5         | 0-2          | Coupe d'Europe des vainqueurs de Coupe |
| 1974-1975 | Quarts de finale     | Dynamo Kiev        | 0-1         | 0-2          | Coupe d'Europe des vainqueurs de Coupe |
| 1974-1975 | Huitièmes de finale  | Dundee United      | 0-0         | 1-0          | Coupe d'Europe des vainqueurs de Coupe |
| 1974-1975 | Premier Tour         | Finn Harps         | 4-2         | 0-0          | Coupe d'Europe des vainqueurs de Coupe |

## Joueurs et personnalités du club

### Entraîneurs
- Yılmaz Vural (en)
- Ion Nunweiller
- Sepp Piontek
- Nejat Biyediç (en)
- Gordon Milne
- Gheorghe Hagi
- Christoph Daum
- Şenol Güneş
- Ertuğrul Sağlam
- Paul Le Guen